# Podlesie (gmina Kraśnik)
Podlesie – wieś w Polsce położona w województwie lubelskim, w powiecie kraśnickim, w gminie Kraśnik.
W latach 1975–1998 miejscowość położona była w województwie lubelskim.
Wieś stanowi sołectwo gminy Kraśnik. Według Narodowego Spisu Powszechnego (III 2011 r.) wieś liczyła 461 mieszkańców. 

## Historia
Podlesie już w XIX stanowiło przedmieście Kraśnika. 1 stycznia 1973 południową część Podlesia odłączono od Kraśnika (tereny położone na północny zachód od drogi prowadzącej z ulicy Podleskiej do Gór i do ulicy Cegielnianej), tworząc w niej sołectwo Podlesie w nowo utworzonej gminie Kraśnik. Północna część Podlesia pozostała w granicach Kraśnika.